# 高木李湖
高嶋 莉子（たかしま りこ、1996年2月22日 - ）は、日本の女優、タレント、モデル、元ジュニアアイドル。女性ダンス&ボーカルユニット『LOVEACE』（ラヴィース）のメンバーである。
静岡県出身。前所属事務所はプラチナムプロダクション。旧芸名は「高木 李湖」（たかぎ りこ）。

## 略歴
フジテレビ系列で2000年に放送されたテレビドラマ「愛をください」でデビューし、LOOPに所属。
幼少期からダンスやファッションモデルをやっていたほか、ドラマにもゲスト出演、2004年から2年間「ちゅろすでChu!」にちゅろすのセンターとしてライブ出演し人気を博す。また、「ニコ☆プチ」「Prolog Vol.30」という雑誌などのモデルもしておりジュニアアイドルとして活動していた。
中学、高校時代は、舞台活動などもこなすが、ブラックミュージックの影響でダンス・歌を毎日遅くまで練習に明け暮れた。そのためほとんどのジャンルのダンスを踊れるようになったという。 
高校卒業後、本格的に芸能活動をするため活動を東京に移しオレンジチャイムに所属したが2016年12月にプラチナムプロダクションに移籍した。
歌・ダンスだけでなく、タレント・モデル・スポーツでも活躍するマルチエンターテイメントガールズグループの『LOVEACE』の最後のメンバーとしてユニット参加しており、作詞、作曲を担当している。
現在はフリー。自身のYouTubeチャンネルで、マルチな活動を行っている。

## 出演作品

### テレビドラマ
- はぐれ刑事純情派（2001年8月15日、テレビ朝日） - 関根祐子 役
- 仮面ライダー剣 第22話（2004年、テレビ朝日） - 睦月に抱きかかえられる女の子 役

### バラエティ番組
- 内村さまぁ〜ず（2018年1月8日放送・TOKYO MX）[2]
- 珍種目No.1は誰だ!? ピラミッド・ダービー（2018年1月14日放送・TBS） - アシスタントとして出演[2]